# Bidon (récipient)
Pour les articles homonymes, voir Bidon.

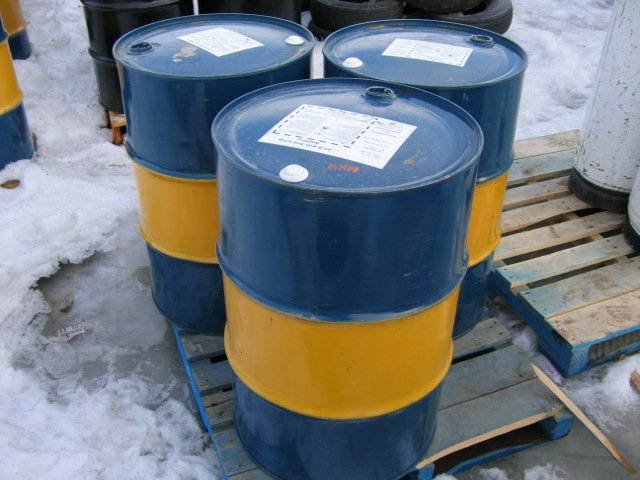
Bidons métalliques type bidons à fuels contenant du combustible

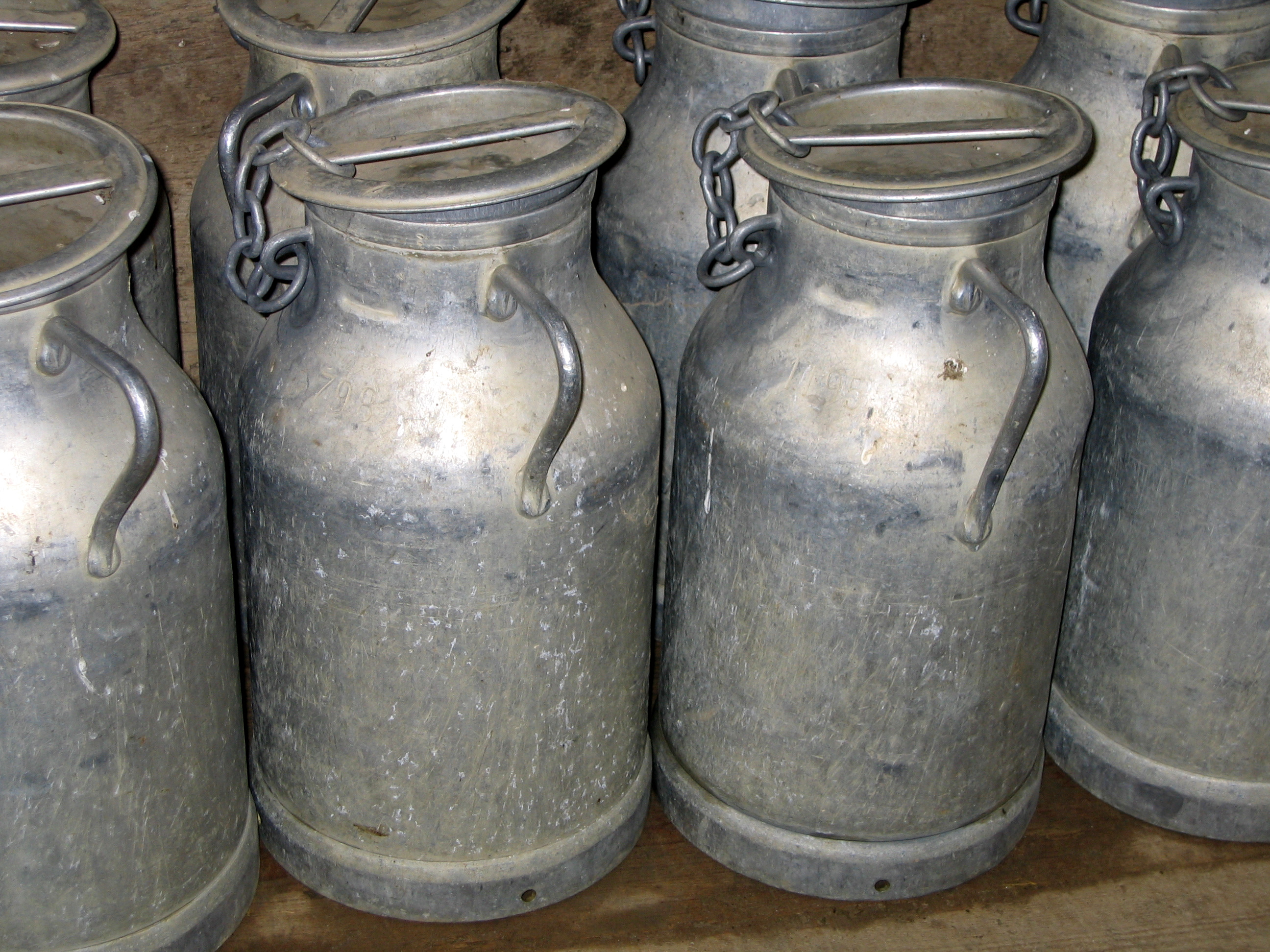
Bidons à lait en aluminium rassemblés sur une étagère

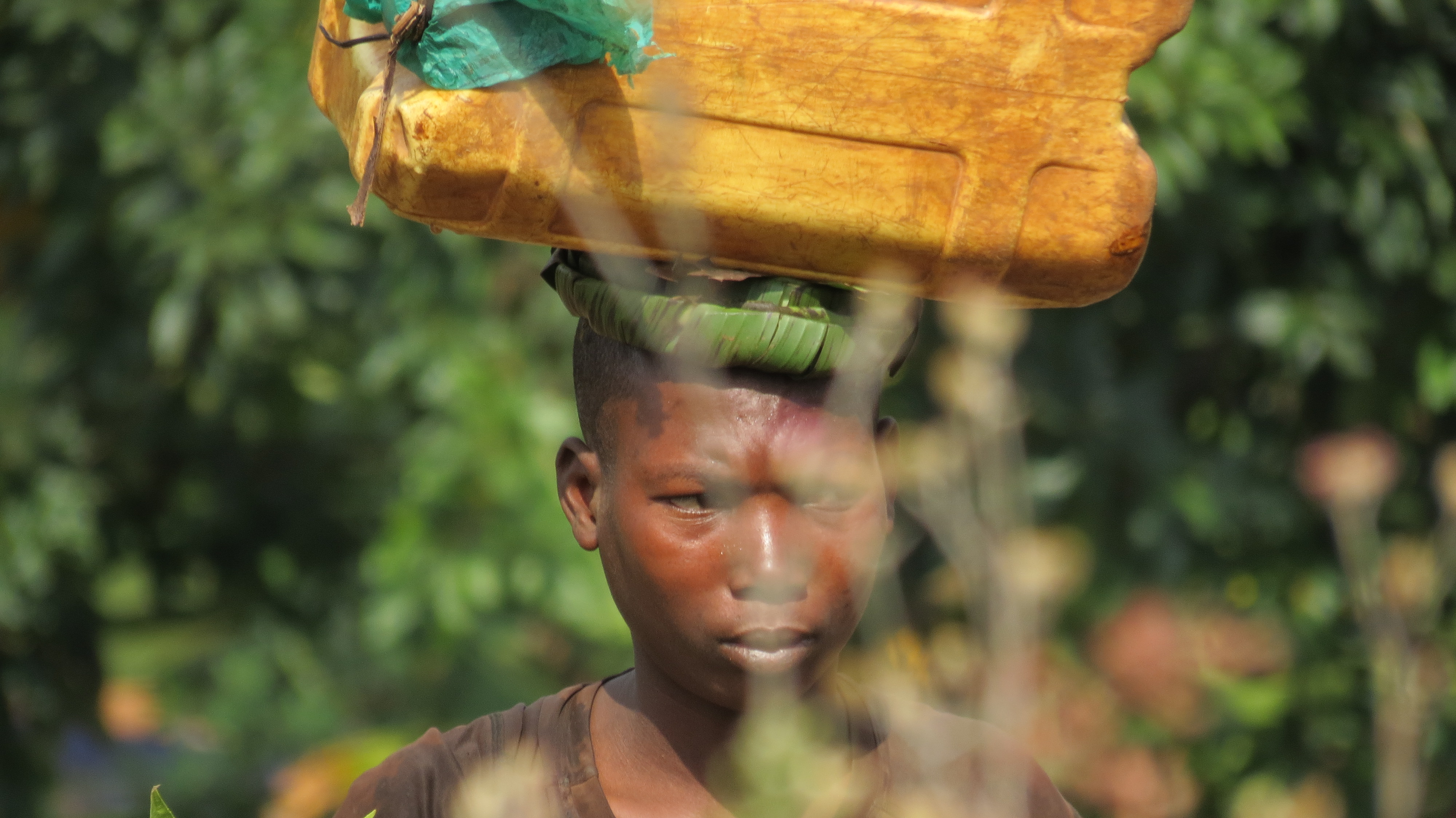
Femme du Burundi transportant de l'eau dans un bidon.

Un bidon est un récipient avec fermeture étudié pour le transport et le stockage de liquides. Il peut être réutilisable (bidon à lait) ou jetable (emballage alimentaire ou technique).
Il se trouve sous différentes formes et différentes contenances : parallélépipèdique ou cylindrique, il s'apparente parfois à un tonneau ou à une bouteille, et dispose d'un goulot ou d'un couvercle de fermeture. 
Il est réalisé en métal (tôle de fer blanc roulée, soudée et fonds sertis ou aluminium repoussé) ou en matière plastique, surtout en polyéthylène haute densité (PEHD) fabriqué par extrusion-soufflage. Une fois vide, il est souvent considéré comme un déchet recyclable.

## Sens particuliers du mot
Un bidon a aussi été une unité de mesure des liquides équivalente à 4,65l ou 5 pintes. En langage militaire on distingue le gros bidon où est transporté la boisson bue en groupe du petit bidon ou gourde individuelle.

## Autres utilisations
Le bidon en tant que déchet peut constituer un matériau de récupération :
- Il peut être transformé en divers objets utiles, suivant sa forme, après découpe éventuelle. Un exemple courant est la boite de rangement.
- On peut également citer son utilisation comme instrument de musique à percussion de type idiophone, notamment par Les Tambours du Bronx, et comme steel drum après un façonnage plus poussé (Monostress de 225 litres).
- Il a donné son nom aux habitats précaires que sont les bidonvilles.

Ardittti
1. ↑  Trésor de la langue française informatisé.